# Um Quarto de Légua em Quadro
Um Quarto de Légua em Quadro, que tem o subtítulo Diário do Doutor Gaspar de Fróis - Médico, é um romance  de autoria do escritor brasileiro Luiz Antonio de Assis Brasil. Obra de estreia do romancista, foi publicada em 1976, pela Editora Movimento, tendo recebido a sua segunda edição em 2017, numa ação conjunta entre  o Delfos – Espaço de Documentação e Memória Cultural, a Escola de Humanidades – Curso de Letras da PUCRS e a Editora Movimento, como parte do projeto cultural Entreatos. Em sua estreia, em 1976, a obra recebeu o Prêmio Ilha de Laytano.
Na obra, resultado de pesquisas historiográficas, o autor focaliza os primórdios da colonização açoriana no sul do Brasil , nos atuais estados de Santa Catarina e Rio Grande do Sul , que ainda não haviam assumido a atual configuração geográfica. Oriundos das ilhas portuguesas no Oceano Atlântico, nos longínquos anos de 1752-1753, imigrantes açorianos deixaram as suas terras em direção ao Desterro (atual Florianópolis), mas a maioria deveria povoar os Sete Povos das Missões, que haviam passado ao domínio português pelo Tratado de Madrid em 1750 - na prática, os colonos nunca chegaram ao destino final. O romance narra, em forma de diário , a história Gaspar de Fróis, um médico, que vem da Ilha Terceira para o Brasil para participar da colonização.   O diário é dividido em três volumes, que se subdividem em capítulos. No primeiro volume, a ênfase recai na viagem; no segundo, aparecem o Desterro e a viagem para o Rio Grande do Sul e o último retrata as peripécias em terras gaúchas.
O livro foi adaptado para o cinema, e o filme, dirigido por Paulo Nascimento (Cineasta), foi lançado em 2005 com o título de Diário de um Novo Mundo  , estrelado por Edson Celulari e Daniela Escobar, foi premiado no Festival de Cinema de Gramado, com melhor roteiro - Pedro Zimmermann - e prêmio da audiência. 
O médico Gaspar de Fróis  , "autor do diário", registra as suas angústias, reflete sobre a travessia empreendida, lastima a sorte dos colonos, trata-se de um indivíduo mais ou menos letrado que consegue perceber além das aparências e das promessas feitas pelo governo português nas ilhas para atrair os povoadores para o sul do Brasil  , de alguma maneira, o drama pessoal e o drama coletivo se misturam. 